# ハーディ郡 (フロリダ州)
ハーディ郡（英: Hardee County）は、アメリカ合衆国フロリダ州のフロリダ半島中央部に位置する郡である。2010年国勢調査での人口は27,731人であり、2000年の26,938人から2.9%増加した。郡庁所在地はウォーチュラ市（人口5,001人）であり、同郡で人口最大の都市でもある。
ハーディ郡はその全体でウォーチュラ小都市圏を構成している。

## 歴史
ハーディ郡の郡名は1921年から1925年までフロリダ州知事を務めたキャリー・A・ハーディに因んで名付けられた。1921年に設立された。
2004年8月13日、ハリケーン・チャーリーがハーディ郡の上空を通過した。ウォーチュラ市中心街での最大風速は、149マイル/時 (240 km/h) を記録した。郡内の多くの建物が被害をうけ、全壊したものも多かった。

## 地理
アメリカ合衆国国勢調査局に拠れば、郡域全面積は638.33平方マイル (1,653.3 km2)であり、このうち陸地637.30平方マイル (1,650.6 km2)、水域は1.03平方マイル (2.7 km2)で水域率は0.16%である。

### 隣接する郡

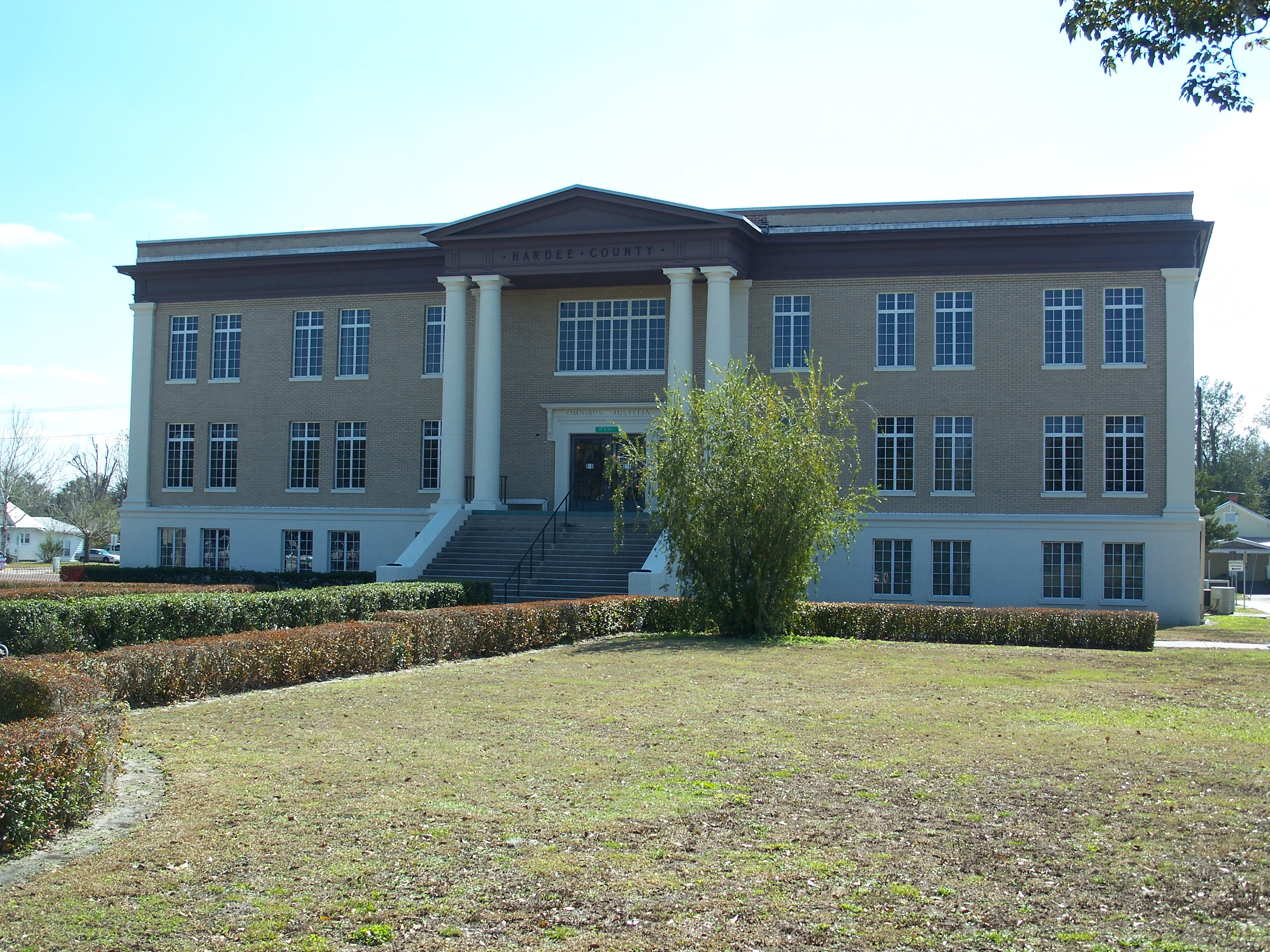
ウォーチュラ市にあるハーディ郡庁舎

- ポーク郡 - 北
- ハイランズ郡 - 東
- デソト郡 - 南
- マナティ郡 - 西
- ヒルズボロ郡 - 北西

## 人口動態
以下は2000年国勢調査による人口統計データである。
| 基礎データ - 人口: 26,938人 - 世帯数: 8,166 世帯 - 家族数: 6,255 家族 - 人口密度: 16人/km2（42人/mi2） - 住居数: 9,820軒 - 住居密度: 6軒/km2（15軒/mi2） 人種別人口構成 - 白人: 70.66% - アフリカン・アメリカン: 8.33% - ネイティブ・アメリカン: 0.68% - アジア人: 0.30% - 太平洋諸島系: 0.06% - その他の人種: 17.99% - 混血: 1.97% - ヒスパニック・ラテン系: 35.68% 年齢別人口構成 - 18歳未満: 27.6% - 18-24歳: 11.0% - 25-44歳: 28.3% - 45-64歳: 19.2% - 65歳以上: 13.9% - 年齢の中央値: 33歳 - 性比（女性100人あたり男性の人口） - 総人口: 119.1 - 18歳以上: 123.0 | 世帯と家族（対世帯数） - 18歳未満の子供がいる: 34.9% - 結婚・同居している夫婦: 60.0% - 未婚・離婚・死別女性が世帯主: 11.1% - 非家族世帯: 23.4% - 単身世帯: 18.0% - 65歳以上の老人1人暮らし: 9.4% - 平均構成人数 - 世帯: 3.06人 - 家族: 3.40人 収入と家計 - 収入の中央値 - 世帯: 30,183米ドル - 家族: 32,487米ドル - 性別 - 男性: 23,793米ドル - 女性: 18,823米ドル - 人口1人あたり収入: 12,445米ドル - 貧困線以下 - 対人口: 24.6% - 対家族数: 17.0% - 18歳未満: 30.2% - 65歳以上: 16.1% |

## 都市と町

### 法人化自治体
- ウォーチュラ市 - 郡庁所在地
- ボーリンググリーン市
- ゾルフォスプリングス

### 未編入の町
- クルーズビル
- フォートグリーン
- オーナ
- ポパッシュ
- スウィートウォーター
- ライムストーン
- ビレッジオブチャーリークリーク

## 政治
| 年     | 共和党 | 民主党 | その他 |
| ------ | ------ | ------ | ------ |
| 2008年 | 64.0%  | 34.5%  | 1.5%   |
| 2004年 | 69.7%  | 29.7%  | 0.7%   |
| 2000年 | 60.4%  | 37.6%  | 2.0%   |

### 政府関連
- Hardee County Board of County Commissioners official website
- Hardee County Supervisor of Elections
- Hardee County Property Appraiser
- Hardee County Sheriff's Office
- Hardee County Tax Collector

### 特殊地区
- Hardee County Public Schools
- Southwest Florida Water Management District
- Heartland Library Cooperative

### 司法関連
- Hardee County Clerk of Courts  (Official Site)
- Public Defender, 10th Judicial Circuit of Florida serving Hardee, Highlands, and Polk counties
- Office of the State Attorney, 10th Judicial Circuit of Florida[リンク切れ]
- Circuit and County Court for the 10th Judicial Circuit of Florida

### 情報源
- The Herald-Advocate, the local newspaper for Hardee County, Florida fully and openly available in the Florida Digital Newspaper Library

座標: 北緯27度29分 西経81度49分 / 北緯27.49度 西経81.81度